# 浙江冬青
浙江冬青（学名：Ilex zhejiangensis）是冬青科冬青属的植物，是中国的特有植物。分布在中国大陆的浙江等地，一般生长在山地灌木丛中以及林缘，目前已由人工引种栽培。